# Murfreesboro (Tennessee)
Murfreesboro és una població dels Estats Units a l'estat de Tennessee. Segons el cens del 2009 tenia 101.753 habitants.

## Demografia
Segons el cens del 2000, Murfreesboro tenia 68.816 habitants, 26.511 habitatges, i 15.747 famílies. La densitat de població era de 681,5 habitants/km².
Dels 26.511 habitatges en un 30,7% hi vivien nens de menys de 18 anys, en un 43,8% hi vivien parelles casades, en un 11,9% dones solteres, i en un 40,6% no eren unitats familiars. En el 28,3% dels habitatges hi vivien persones soles el 7% de les quals corresponia a persones de 65 anys o més que vivien soles. El nombre mitjà de persones vivint en cada habitatge era de 2,42 i el nombre mitjà de persones que vivien en cada família era de 3,02.
Per edats la població es repartia de la següent manera: un 22,7% tenia menys de 18 anys, un 20,5% entre 18 i 24, un 30,8% entre 25 i 44, un 17,3% de 45 a 60 i un 8,8% 65 anys o més.
L'edat mediana era de 29 anys. Per cada 100 dones de 18 o més anys hi havia 97,2 homes.
Entorn del 8,2% de les famílies i el 14,1% de la població estaven per davall del llindar de pobresa.

## Poblacions més properes
El següent diagrama mostra les poblacions més properes.

## Personatges il·lustres
- James McGill Buchanan (1919-2013), economista, Premi Nobel d'Economia de 1986